# Tapiolakören
Tapiolakören (finska: Tapiolan kuoro) är en finländsk barnkör.
Tapiolakören bildades 1963 av Erkki Pohjola vid Esbo musikinstitut. Pohjola var musiklärare och körpedagog och idén bakom kören vara att erbjuda sångarna individuell musikundervisning vid musikinstitutet och att i kören utveckla gruppdynamik och musikens sociala dimension.
Kören har fostrat många finländska yrkesmusiker, bland dessa dess nuvarande dirigent, Pasi Hyökki.

## Dirigenter
- Erkki Pohjola, 1963–1994
- Kari Ala-Pöllänen, 1994–2008
- Pasi Hyökki, 2008–

## Diskografi
- 2018 -- Järvi on Siintävä Sinipinta
- 2017 -- Aapine
- 2016 -- Sibelius Tapiolan kuorossa
- 2015 -- VALO
- 2013 -- On Valo Syttynyt Ikkunas
- 2011 -- Marjatta the Lowly Maiden
- 2006 – The Secrets of the Tapiola Sound DVD
- 2005 – The Song of Extinct Birds
- 2002 – Joulu, oi joulu
- 2002 – Joy! Highlights of Tapiola Choir
- 2001 – Tapiolan kuoron parhaat
- 2000 – Europe into the New Millennium
- 1999 – The Stars of Tapiola
- 1998 – A Finnish Cristmas with the Tapiola Children's Choir
- 1997 – Maan korvessa kulkevi lapsosen tie
- 1996 – Rainbow Sounds
- 1994 – Jouluna Jumala syntyi
- 1992 – Sininen ja valkoinen
- 1992 – Songs Building Bridges
- 1992 – DREAMS
- 1990 – Grand Hotel; Memoria
- 1988 – Water Under Snow is Weary
- 1987 – Tapiola Choir Live
- 1984 – Songs Building Bridges (LP)
- 1981 – Tapiola Choir, Finnish Music
- 1979 – Tapiolan joulu 2 (Christmas with Tapiola 2)
- 1978 – Sounds of Finland
- 1977 – Tapiola Children’s Choir
- 1973 – Tapiolan joulu (Christmas with Tapiola)
- 1972 – Sounds of Tapiola
- 1969 – Tapiola laulaa (Tapiola Sings)
- 1967 – Sininen ja valkoinen (Blue and White)

## Utlandsturnéer
Australien (1988, 1996, 1998), Belgien (1997, 1999, 2001), Danmark, (1990, 1996, 2006), Estland (2004), Filippinerna (1996), Frankrike (1968, 1984, 1993, 1996, 1999, 2000, 2001, 2004, 2005, 2007,2011, 2012), Hawaii (1981, 1988), Island (1980, 1986), Israel (1981, 1990, 2014, 2017), Italien (1987, 2005), Japan (1977, 1981, 1987, 1991, 1995), 2007), Jugoslavien (1969), Kanada (1982, 1986, 1989, 1997), Kina (2005), Luxemburg (1999), Nederländerna (1997, 1999), Norge (1967, 1974, 1985, 1986), Nya Zeeland (1988), Polen (1974, 2007), Ryssland (1994, 2008, 2013, 2015, 2018), Schweiz (1976, 1979, 2007), Singapore (1996), Sovjetunionen (1971, 1973, 1978, 1979, 1987, 1990), Spanien (1992, 1996, 2013), Storbritannien (1972, 1975, 1982, 1985, 2003), Sverige (1966, 1970, 1977, 1996, 2007), Sydkorea (1981, 1991), Taiwan (1996), Tasmanien (1996), Tjeckien (1993), Tyskland (1981, 1990, 1992, 1993, 1995, 1997, 1998, 2000, 2001, 2018), Ungern (1984), USA (1976, 1981, 1982, 1986, 1991, 1994, 1997, 1999), Österrike (1984), Portugal (2010).

## Utmärkelser
- 1965 – Första pris vid Finska radions tävling för barn- och ungdomskörer
- 1967 – Första pris vid Finska radions tävling för barn- och ungdomskörer
- 1970 – Första pris vid Sveriges Radios tävling för nordiska barnkörer
- 1971 – Första pris i BBC:s tävling ”Let the Peoples Sing”
- 1993 – Utsedd till ”Choir of the World” av brittiska Classical Music Awards
- 1994 – Utsedd till ”Choir of the World” av brittiska Classical Music Awards
- 1996 – Unescos ”Prize for the Promotion of the Performing Arts”.